# Vékonycsápú tövishátúsáska
A vékonycsápú tövishátúsáska (Tetrix tenuicornis) a tövishátúsáska-félék családjába tartozó, Eurázsiában honos sáskafaj.

## Megjelenése
A vékonycsápú tövishátúsáska testhossza a hím esetében 7-11 mm, a nőstény 7-13 mm. Kicsi, de erőteljes, vaskos testalkatú faj. Általában egyszínű szürke vagy szürkésbarna, de előfordulhatnak a torpajzson világos vagy sötét foltok, néha kontrasztosan márványozott egyedek is. A torpajzs középső varrata tetőszerűen kiemelkedik, hátranyúló tüskéje mindkét nemnél kb. a potroh végéig ér (kivéve a peterakás előtti nőstényeknél, amelyeknek potroha petéktől duzzad. A torpajzs elülső széle fentről nézve nagyjából egyenes lefutású, nem csúcsos. A csáp viszonylag hosszú és vékony, a középső csápízek kb. 3-4x hosszabbak a szélességüknél. A hátsó szárny kissé rövidebb a torpajzsnál. A hátsó comb vaskos és elég rövid; kevesebb mint háromszor hosszabb a szélességénél. A hím potrohvége szögletesebb a hasonló fajokénál. 
Nem ad ki hangot.

### Hasonló fajok
A kétpettyes tövishátúsáskával és a ligeti tövishátúsáskával lehet összetéveszteni. 

## Elterjedése
Eurázsiában honos, Észak-Spanyolországtól Közép-Európán és a Balkánon át egészen a Csendes-óceánig. Dél-Európában ritka, elterjedésének északi határa Észak-Németországban húzódik. Magyarországon gyakori, az egész országban megtalálható. 

## Életmódja
Sztyepprétek, kaszálók, homoki gyepek, sziklalejtők, ritkás erdők, erdőszélek, kertek, felhagyott kőbányák lakója. Élőhelyét tekintve nem különösebben válogatós, de kedveli a szárazabb, ritkás vegetációjú helyeket, ahol a talaj nem teljesen növényzettel borított. Növényevő, különféle leveleket, mohákat, zuzmókat, algákat, növényi törmeléket eszik. 
A kifejlett példányok áprilistól októberig láthatók, leggyakrabban május-júniusban. Lárvái közepes fejlődési stádiumban telelnek (ritkán imágóként is) és nagyjából májusra válnak imágóvá. 

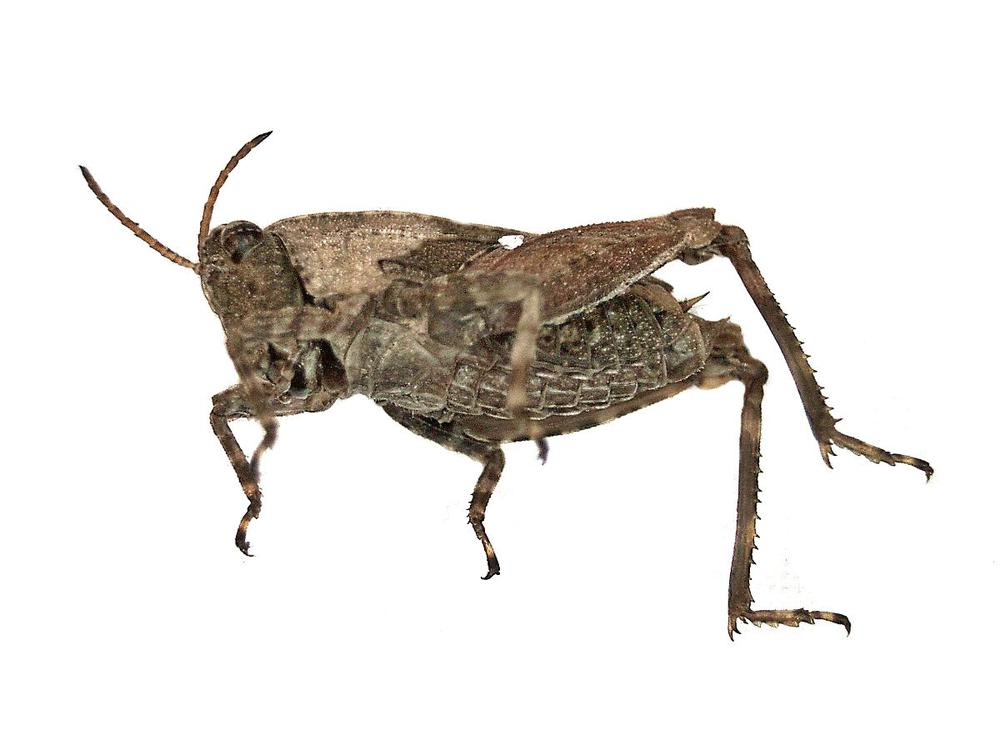
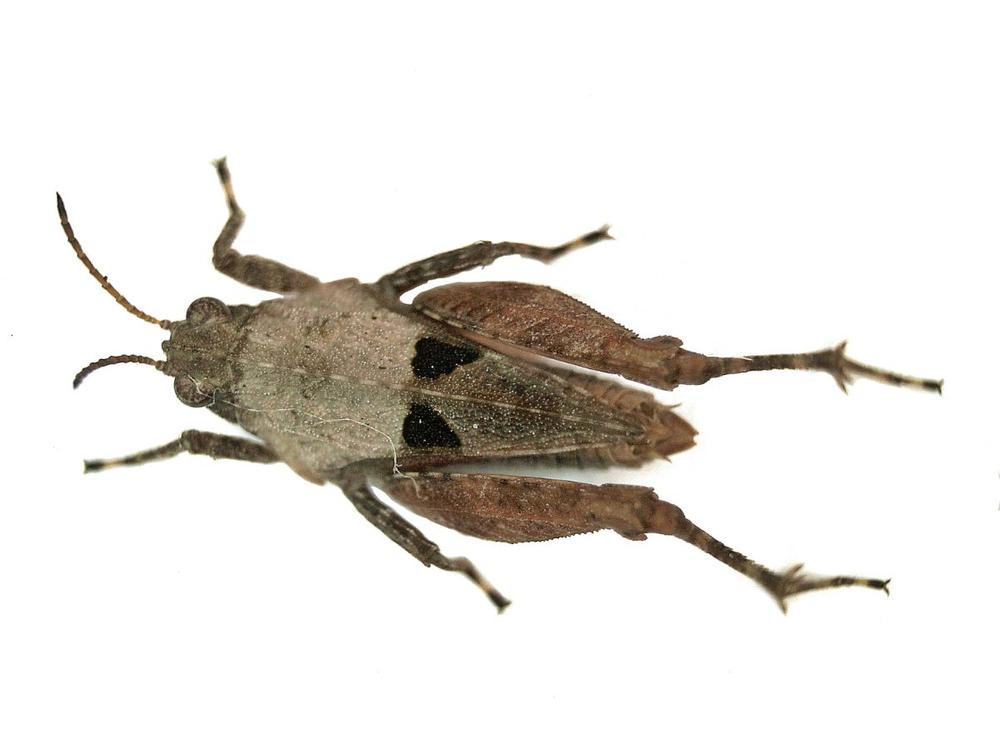
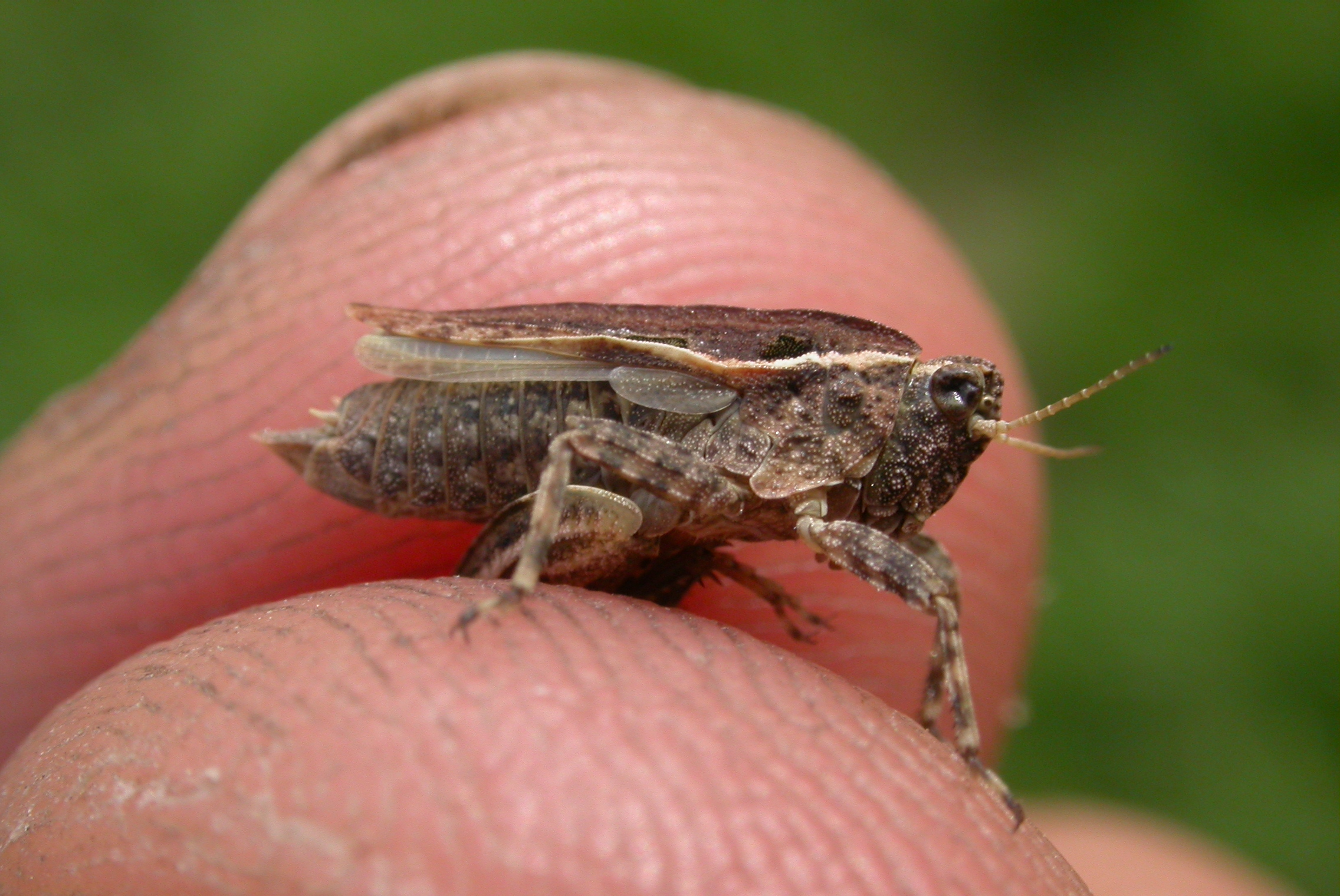
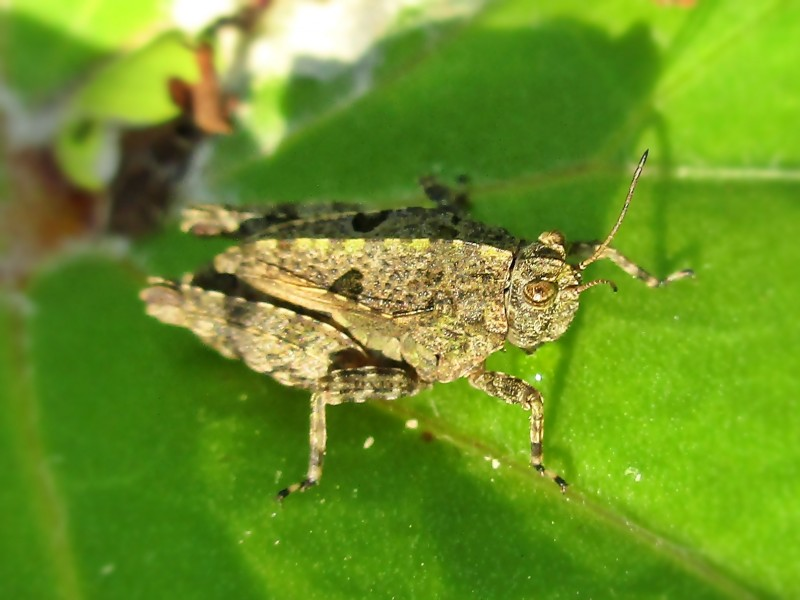
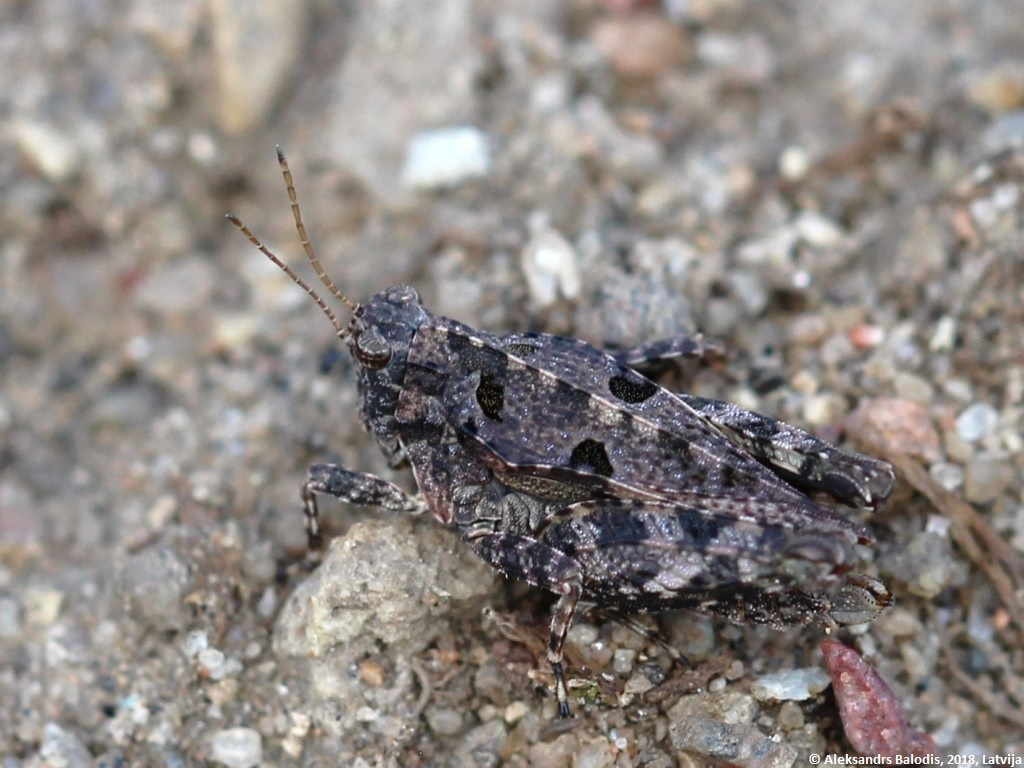

Magyarországon nem védett.